# گربه‌ایان

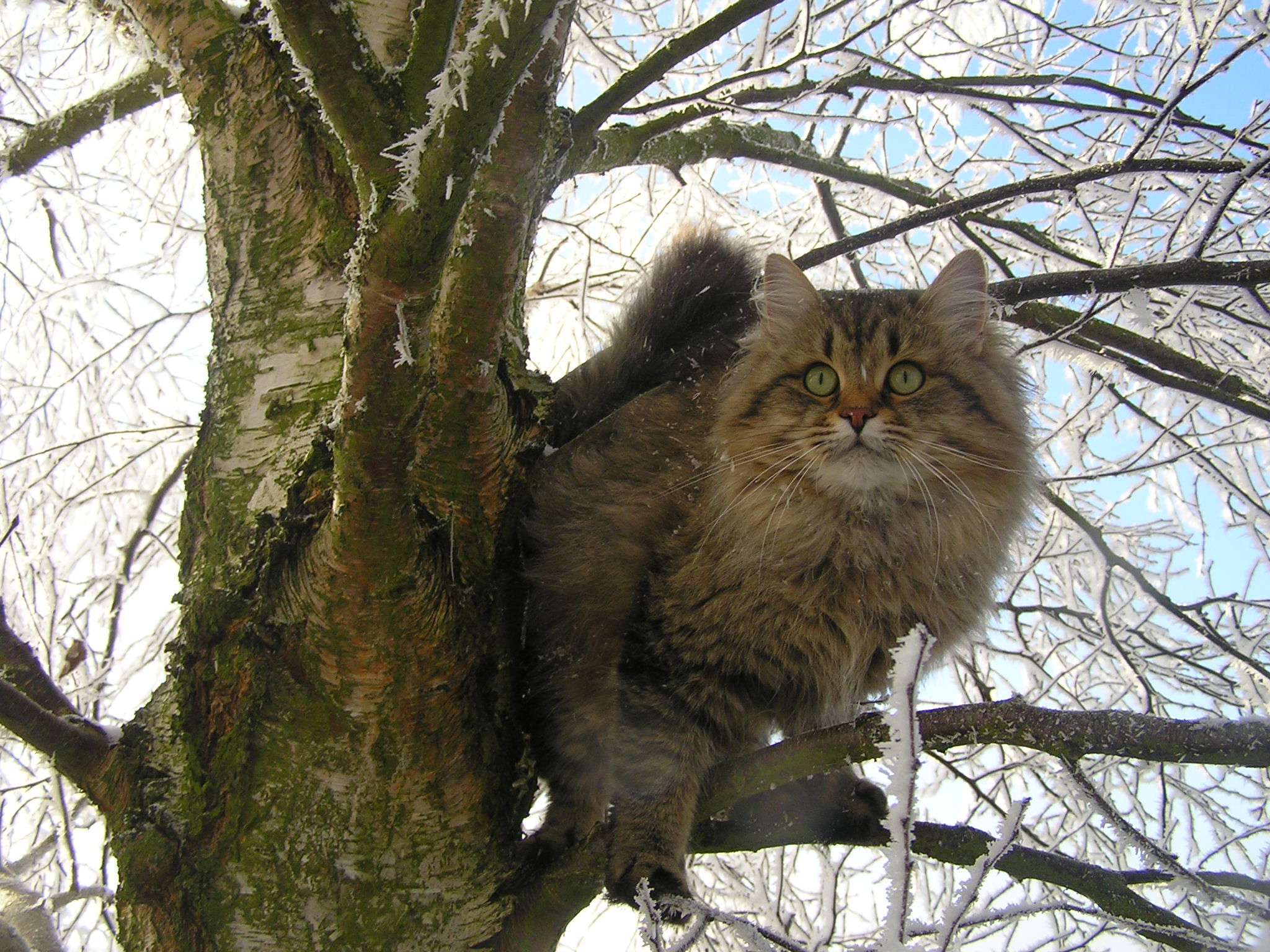
یک گربهٔ اهلی نژاد سیبری روی درخت

گربه‌ایان (نام علمی: Felidae) که با نام دیگر گربه‌ها هم شناخته می‌شوند، یک خانواده از پستانداران و زیرراستهٔ گربه‌سانان و راستهٔ گوشت‌خوارسانان هستند. گونه‌های بزرگی از پستانداران شکارچی مانند شیر، ببر و پلنگ در این خانواده قرار دارند.
آشناترین عضو این خانواده نیز گربه اهلی است که پیرامون ۱۱٫۵۰۰ سال پیش به زندگی در کنار انسان خو گرفت و اهلی شد. نیای وحشی گربه اهلی، گربه دشتی نام دارد که هنوز در آفریقا و آسیای غربی زندگی می‌کند ولی ویرانی زیستگاه، منطقه پراکندگی این گربه‌ها را محدود کرده‌است. به صورت بومی گربه‌ایان در تمام قاره‌های جهان به‌جز اقیانوسیه و جنوبگان حضور دارند. رابط شماری که در فارسی برای گربه‌ایان به کار می‌رود قلاده است. برای نمونه گفته می‌شود «چهار قلاده یوزپلنگ».
پنچه پا در تیرهٔ گربه‌ایان جمع‌شونده است اما در یوزپلنگ نیمه‌جمع‌شونده است.

## طبقه‌بندی
- زیرخانواده گربه‌ایان کوچک Felinae
  - سرده گربه‌ها Felis
    - گربه وحشی، Felis silvestris

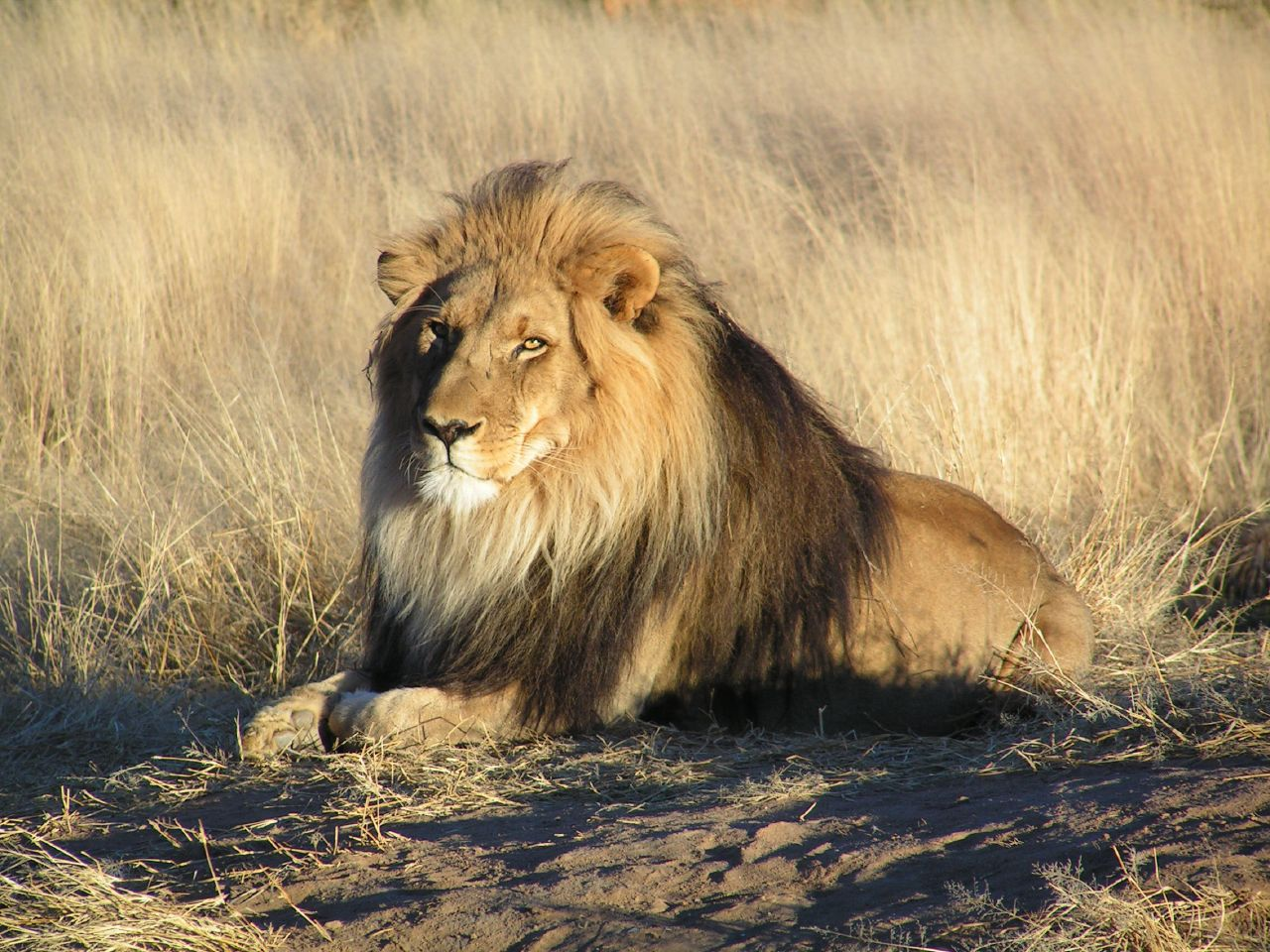
شیر

      - گربه اهلی، Felis silvestris catus

    - گربه شنی، Felis margarita
    - گربه جنگلی، Felis chaus
    - گربه پاسیاه، Felis nigripes
    - گربه کوهی چینی، Felis bieti

  - سرده گربه پالاس
    - گربه پالاس، Otocolobus manul

  - سرده زرین‌گربه‌ها Catopuma
    - گربه طلایی آسیایی، Catopuma temminckii
    - گربه خلیجی، Catopuma badia

  - سرده گربه‌های زرین آفریقایی Profelis
    - گربه طلایی آفریقایی، Profelis aurata

  - سرده پلنگ‌گربه‌های آسیایی Prionailurus
    - گربه پلنگی، Prionailurus bengalensis
    - گربه ماهیگیر، Prionailurus viverrinus
    - گربه سَرپَخ، Prionailurus planiceps
    - گربه خال‌زنگاری، Prionailurus rubiginosus

  - سرده وشق (سیاه‌گوش)
    - وشق اوراسیایی، Lynx lynx
    - وشق ایبری، Lynx pardinus
    - وشق کانادایی، Lynx canadensis
    - گربه دم‌کوتاه، Lynx rufus

  - سرده سیاه‌گوش Caracal
    - سیاه‌گوش، Caracal caracal

  - سرده یوزگربه Leptailurus
    - یوزگربه، Leptailurus serval

  - سرده گربه‌های اِیرا Herpailurus
    - گربه اِیرا، Herpailurus yaguarondi

  - سرده گربه‌های آند Oreailurus
    - گربه کوهی آند، Oreailurus jacobita

  - سرده پلنگچه‌ها Leopardus
    - ببرک، Leopardus tigrinus
    - پلنگچه، Leopardus pardalis
    - کودکود، Leopardus guigna
    - کولوکولو، Leopardus colocolo
    - گربه پلنگی، Leopardus wiedii
    - گربه جفروی، Leopardus geoffroyi
- زیرخانواده پلنگیان Pantherinae
  - سرده گربه‌های مرمری Pardofelis
    - گربه مرمری، Pardofelis marmorata

  - سرده پلنگ‌های ابری Neofelis
    - پلنگ ابری، Neofelis nebulosa

  - سرده شیرهای کوهی
    - شیر کوهی، Puma concolor

  - سرده پلنگیان Panthera
    - ببر، Panthera tigris
    - پلنگ، Panthera pardus
    - پلنگ برفی، Panthera uncia مترادف Uncia uncia
    - شیر، Panthera leo
    - جگوار، Panthera onca
- زیرخانواده ثابت‌پنجه‌ایان Acinonychinae
  - سرده ثابت‌پنجه‌ها Acinonyx
    - یوزپلنگ، Acinonyx jubatus